# Pseudophilautus kani
Pour les articles homonymes, voir Kani (homonymie).
Espèce
Synonymes
- Philautus kani Biju & Bossuyt, 2009

Statut de conservation UICN

 LC  : Préoccupation mineure
Pseudophilautus kani est une espèce d'amphibiens de la famille des Rhacophoridae.

## Répartition
Cette espèce est endémique des Ghâts occidentaux en Inde. Elle se rencontre au Kerala et au Tamil Nadu,.

## Étymologie
Cette espèce est nommée en l'honneur des Kanis.

## Publication originale
- Biju & Bossuyt, 2009 : Systematics and phylogeny of Philautus Gistel, 1848 (Anura, Rhacophoridae) in the Western Ghats of India, with descriptions of 12 new species. Zoological Journal of the Linnean Society, vol. 155, p. 374-444.